# East Millinocket
East Millinocket ist eine Town im Penobscot County des Bundesstaates Maine in den Vereinigten Staaten. Im Jahr 2020 lebten dort 1572 Einwohner in 864 Haushalten auf einer Fläche von 20,23 km².

## Geografie
Nach dem United States Census Bureau hat East Millinocket eine Gesamtfläche von 20,23 km², von der 18,39 km² Land sind und 1,84 km² aus Gewässern bestehen.

### Geografische Lage
East Millinocket liegt zentral im Penobscot County. Die südöstliche Grenze des Gebietes bildet der West Branch Penobscot River, durch den Osten verläuft der East Branch Penobscot River. Beide vereinen sich wenig außerhalb von East Millinocket im benachbarten Medway zum Penobscot River. Im Westen grenzt der Dolby Pond an. Die Oberfläche ist eben, ohne nennenswerte Erhebungen.

### Nachbargemeinden
Alle Entfernungen sind als Luftlinien zwischen den offiziellen Koordinaten der Orte aus der Volkszählung 2010 angegeben.
- Norden: North Penobscot, Unorganized Territory, 26,0 km
- Osten: Medway, 8,3 km
- Süden: North Penobscot, Unorganized Territory, 26,0 km
- Westen: Millinocket, 6,7 km

### Stadtgliederung
In East Millinocket gibt es zwei Siedlungsgebiete: Dolby und East Millinocket.

### Klima
Die mittlere Durchschnittstemperatur in East Millinocket liegt zwischen −11,1 °C (12 °F) im Januar und 20,6 °C (69 °F) im Juli. Damit ist der Ort gegenüber dem langjährigen Mittel der USA um etwa 9 Grad kühler. Die Schneefälle zwischen Oktober und Mai liegen mit bis zu zweieinhalb Metern mehr als doppelt so hoch wie die mittlere Schneehöhe in den USA; die tägliche Sonnenscheindauer liegt am unteren Rand des Wertespektrums der USA.

## Geschichte
Die Besiedlung auf dem Gebiet von East Millinocket startete um das Jahr 1830. Der erste Siedler, der sich niederließ, war George McCauslin. Am 21. Februar 1907 wurde East Millinocket als eigenständige Town organisiert, zuvor war die gängige Bezeichnung Northeasterly part of Township Letter A, Seventh Range West of the Easterly Line of the State (TA R7 WELS).
Durch die Gründung der Papiermühle Northern Development Company im Jahr 1897, die zwei Jahre später in Great Northern Paper Co. umbenannt wurde, erlebte das Gebiet einen Aufschwung von einem landwirtschaftlich geprägtem Gebiet hin zu einer Produktionsstätte. Nachdem 1899 in Millinocket eine neue Mühle gebaut und in Medway eine weitere hinzugekauft wurde, startete die Papier-Produktion im November 1900. Im Frühjahr 1906 wurde eine dritte Mühle in East Millinocket errichtet. Zu dieser gehörten ein Damm und auch die entsprechende Energiegewinnung aus der Wasserkraft. Der Zuzug durch Arbeiter und das Wachstum der Siedlung machten eine eigenständige Verwaltung nötig. Am 21. Februar 1907 wurde diese durch die Organisation als Town vollzogen.

### Einwohnerentwicklung
| Volkszählungsergebnisse – Town of East Millinocket, Maine | Volkszählungsergebnisse – Town of East Millinocket, Maine | Volkszählungsergebnisse – Town of East Millinocket, Maine | Volkszählungsergebnisse – Town of East Millinocket, Maine | Volkszählungsergebnisse – Town of East Millinocket, Maine | Volkszählungsergebnisse – Town of East Millinocket, Maine | Volkszählungsergebnisse – Town of East Millinocket, Maine | Volkszählungsergebnisse – Town of East Millinocket, Maine | Volkszählungsergebnisse – Town of East Millinocket, Maine | Volkszählungsergebnisse – Town of East Millinocket, Maine | Volkszählungsergebnisse – Town of East Millinocket, Maine |
| Jahr                                                      | 1900                                                      | 1910                                                      | 1920                                                      | 1930                                                      | 1940                                                      | 1950                                                      | 1960                                                      | 1970                                                      | 1980                                                      | 1990                                                      |
| --------------------------------------------------------- | --------------------------------------------------------- | --------------------------------------------------------- | --------------------------------------------------------- | --------------------------------------------------------- | --------------------------------------------------------- | --------------------------------------------------------- | --------------------------------------------------------- | --------------------------------------------------------- | --------------------------------------------------------- | --------------------------------------------------------- |
| Einwohner                                                 |                                                           | 923                                                       | 1392                                                      | 1593                                                      | 1663                                                      | 1358                                                      | 2392                                                      | 2567                                                      | 2372                                                      | 2166                                                      |
| Jahr                                                      | 2000                                                      | 2010                                                      | 2020                                                      | 2030                                                      | 2040                                                      | 2050                                                      | 2060                                                      | 2070                                                      | 2080                                                      | 2090                                                      |
| Einwohner                                                 | 1828                                                      | 1723                                                      | 1572                                                      |                                                           |                                                           |                                                           |                                                           |                                                           |                                                           |                                                           |

## Wirtschaft und Infrastruktur

### Verkehr
Entlang der westlichen Grenze des Gebietes von East Millinocket verläuft in nordsüdlicher Richtung die Maine State Route 157 parallel zum West Branch Penobscot River.
Nach East Millinocket verläuft die Bahnstrecke Bowden–East Millinocket der Eastern Maine Railway.

### Öffentliche Einrichtungen
In East Millinocket gibt es keine medizinischen Einrichtungen oder Krankenhäuser. Nächstgelegene Einrichtungen für die Bewohner von East Millinocket befinden sich in Millinocket.
In East Millinocket befindet sich die East Millinocket Public Library an der Maine Street.

### Bildung
East Millinocket bildet mit Medway und Woodville einen Schulbezirk. Im Schulbezirk stehen folgende Schulen zur Verfügung:
- Opal Myrick Elementary School  in East Millinocket, mit Schulklassen von Pre-Kindergarten bis zum 4. Schuljahr
- Medway Middle School in Medway, mit Schulklassen vom 5. bis zum 8. Schuljahr
- Schneck High School in East Millinocket, mit Schulklassen vom 9. bis zum 12. Schuljahr

## Persönlichkeiten

### Persönlichkeiten, die vor Ort gewirkt haben
- Mike Michaud (* 1955), Politiker